# ألفبارقميات
الألفبارقميات أو المحارف الألفبارقمية (بالإنجليزية Alphanumericals, Alphanumeric Characters) هي مزيج من المحارف الألفبائة والعددية. وبشكل أكثر تحديدًا ، فهي مجموعة من الحروف اللاتينية والأرقام العربية، أو نص مركّب من هذه المجموعة.
قد يشير مصطلح الأبجدية الرقمية أيضًا إلى محارف أخرى مثل علامات الترقيم والرموز الرياضية.
في النظام المحلي (POSIX/C) هناك إما 36 محرف ألفبائي رقمي (A-Z و0-9 أحرف غير حساسة أي لا يهم إن كانت الأحرف كبيرة أو صغيرة) أو 62 (A-Z وa-z و0-9 أحرف حساسة).